# Barichneumon syriator
Barichneumon syriator är en stekelart som beskrevs av Aubert 1993. Barichneumon syriator ingår i släktet Barichneumon och familjen brokparasitsteklar. Inga underarter finns listade.